# Distretto di Alcamenca
Il distretto di Alcamenca è uno dei dodici distretti della provincia di Víctor Fajardo, in Perù. Si trova nella regione di Ayacucho e si estende su una superficie di 125,11 chilometri quadrati.

Istituito il 9 gennaio 1936, ha per capitale la città di Alcamenca; nel censimento del 2005 contava 1.974 abitanti.